# Pictou-Centre
Pour les articles homonymes, voir Pictou (homonymie).
Circonscription électorale provinciale du Canada
Pictou-Centre est une circonscription électorale provinciale de la province canadienne de la Nouvelle-Écosse, afin d'élire un seul député à la Chambre d'Assemblée. 

## Liste des députés
|  | Alfred B. DeWolfe  | Libéral                   | 1949 - 1953     |
|  | Alfred B. DeWolfe  | Libéral                   | 1953 - 1956     |
|  | Donald R. MacLeod  | Progressiste-conservateur | 1956 - 1960     |
|  | Donald R. MacLeod  | Progressiste-conservateur | 1960 - 1963     |
|  | Donald R. MacLeod  | Progressiste-conservateur | 1963 - 1967     |
|  | Donald R. MacLeod  | Progressiste-conservateur | 1967 - 1970     |
|  | Ralph F. Fiske     | Libéral                   | 1970 - 1974     |
|  | Fraser MacLean     | Progressiste-conservateur | 1974 - 1978     |
|  | Jack MacIsaac      | Progressiste-conservateur | 1977 - 1978     |
|  | Jack MacIsaac      | Progressiste-conservateur | 1978 - 1981     |
|  | Jack MacIsaac      | Progressiste-conservateur | 1981 - 1984     |
|  | Jack MacIsaac      | Progressiste-conservateur | 1984 - 1988     |
|  | Jack MacIsaac      | Progressiste-conservateur | 1988 - 1993     |
|  | John Hamm          | Progressiste-conservateur | 1993 - 1998     |
|  | John Hamm          | Progressiste-conservateur | 1998 - 1999     |
|  | John Hamm          | Progressiste-conservateur | 1999 - 2003     |
|  | John Hamm          | Progressiste-conservateur | 2003 - 2006     |
|  | Pat Dunn           | Progressiste-conservateur | 2006 - 2009     |
|  | Ross_Landry (en)   | NPD                       | 2009 - 2013     |
|  | Pat Dunn           | Progressiste-conservateur | 2013 - 2017     |
|  | Pat Dunn           | Progressiste-conservateur | 2017 - 2021     |
|  | Pat Dunn           | Progressiste-conservateur | 2021 - 2024     |
|  | Danny MacGillivray | Progressiste-conservateur | 2024 - en cours |